# 珍寶旅舍
珍寶旅舍（英語：Jumbo Stay，又稱）位於瑞典斯德哥爾摩省錫格蒂納，是由2002年退役的一架波音747客機改裝而成的旅舍；客機於1976年製造，及後服務於多間航空公司，及至2002年因瑞典一間航空公司破產而被棄置；客機於數年後被改裝為旅舍用途；並於2009年1月開業。

## 歷史

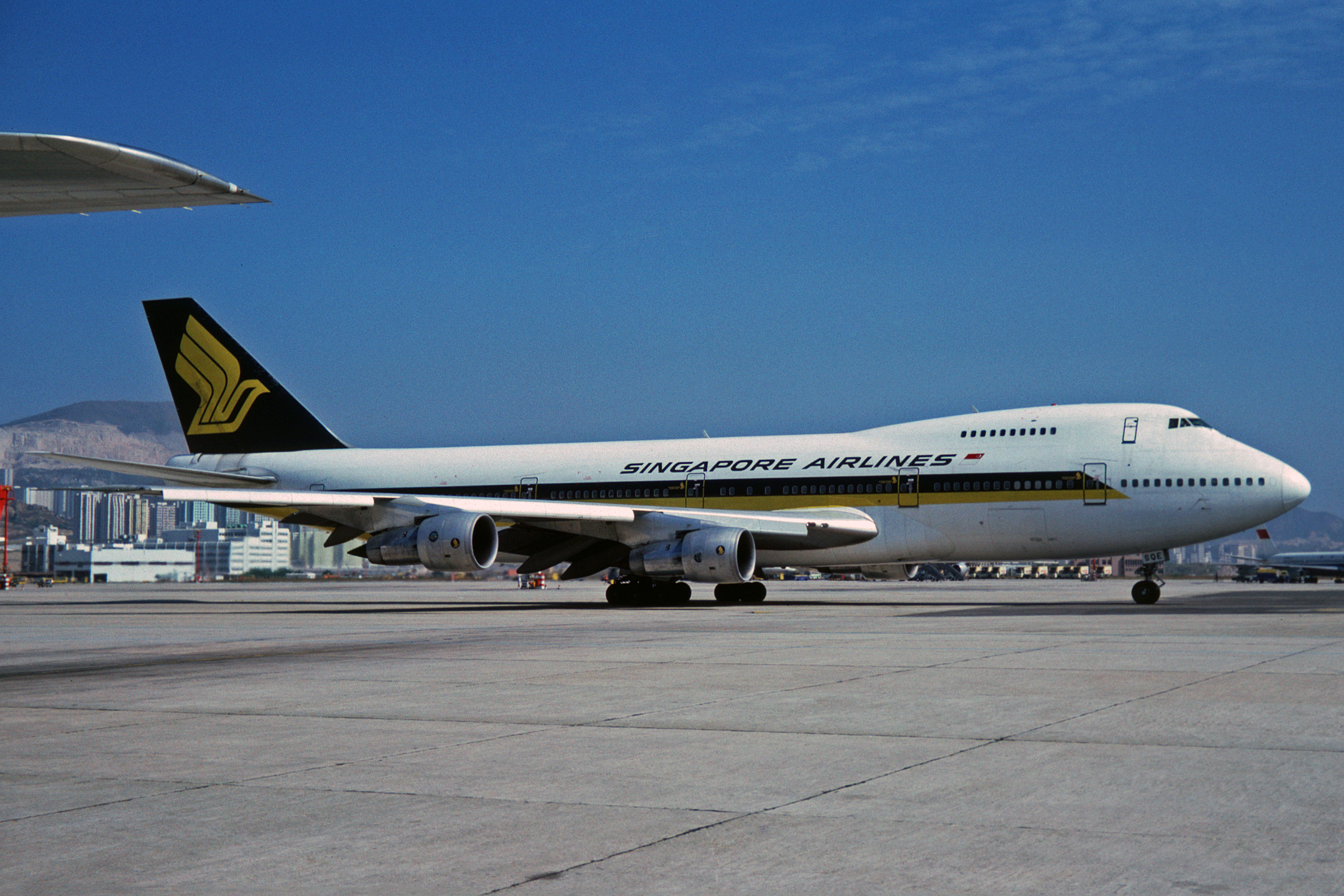
停靠在啟德機場的被改裝客機，攝於1981年10月27日

這架改裝為珍寶旅舍的波音747-212B客機於1976年製造；客機曾服務新加坡航空公司、泛美航空、亞洲航空等航空公司；而客機最後因瑞典一間廉價航空公司（Tranjet）於2002年11月破產而被棄置在瑞典錫格蒂納阿蘭達機場附近的空地。
2007年12月，錫格蒂納當局批出建築許可證准許把阿蘭達機場入口處的一架波音747-212B客機改裝為旅舍用途； 2008年1月，這架客機被轉移到一個工地停車場，並已經拆除客機內的450個機位及原有內部裝飾成為新裝修的房間。被改裝為旅舍的客機最終於2009年1月15日正式以旅舍開業，名為珍寶旅舍。現時，珍寶旅舍的飛機機身名稱為麗芙（Liv），是該旅舍總經理奧斯卡·迪奧斯（Oscar Diös）女兒的名字。

## 設備

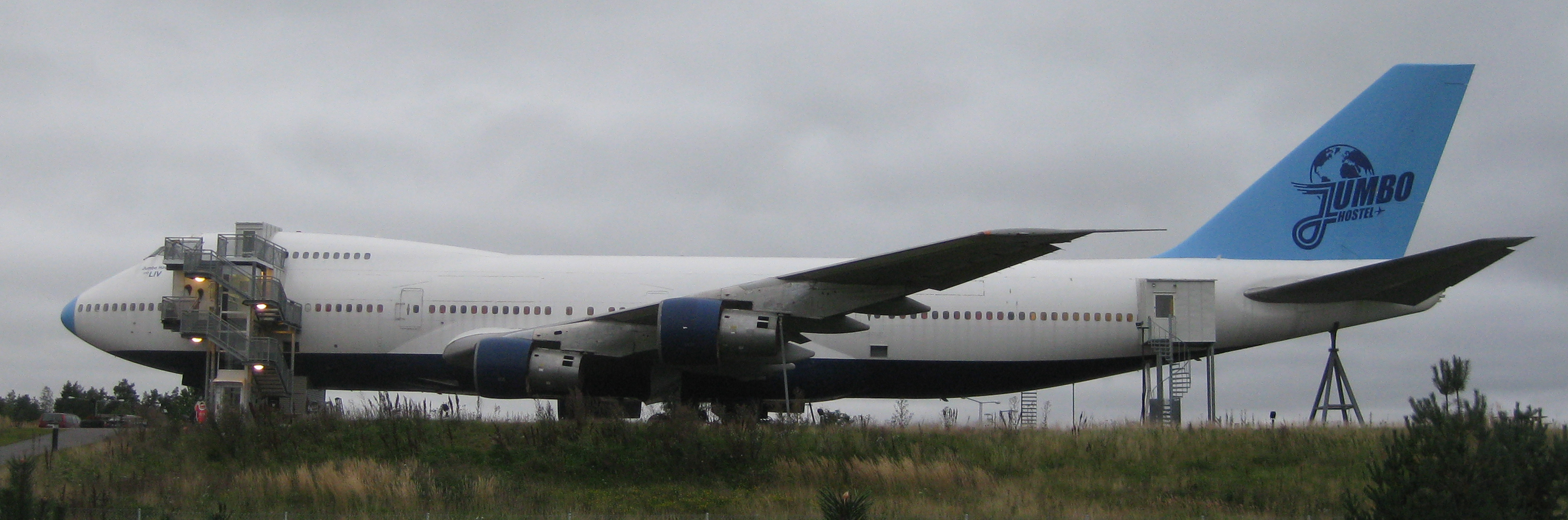
機身另一側

珍寶旅舍設有27間客房合共76個床位；當中旅舍的駕駛艙也是設有有兩張床位的旅舍套房。每間房間約有6 m2（65 sq ft）；而地面至天花板則有3米（10英尺）。旅舍也設有一個會議室；會議室設於旅舍的第二層，最多可同時容納八人。

## 外部連結
- （英文） 珍寶旅舍的Facebook官方專頁 （页面存档备份，存于）
- （英文） Jumbo Jet Hostel Takes Off （页面存档备份，存于）
- （英文） AOL Video Tour （页面存档备份，存于）
- （英文） Jumbo hostel in sweden （页面存档备份，存于）

59°38′23.46″N 17°56′19.8″E / 59.6398500°N 17.938833°E